# Droga krajowa nr 96 (Polska)
Droga krajowa nr 96 (DK96) – droga krajowa klasy GP o długości 1,5 km przebiegająca w powiecie toruńskim (województwo kujawsko-pomorskie), pełniąca rolę łącznicy autostrady A1 (węzeł Turzno) z drogą krajową nr 15. Ze swoją całkowitą długością jest najkrótszą z dróg krajowych w Polsce. Powstała na podstawie zarządzenia nr 60 Generalnej Dyrekcji Dróg Krajowych i Autostrad z dnia 20 grudnia 2013, które zaczęło obowiązywać 1 stycznia 2014.
Oznakowanie drogi krajowej nr 96 występuje tylko przy wyjeździe ze stacji poboru opłat węzła Turzno oraz przy wyjeździe z ronda z drogą krajową nr 15 – numer drogi nie został naniesiony na drogowskazy.
W latach 1986 – 2000 numer 96 był przypisany do drogi krajowej Bielsko-Biała – Kęty – Wadowice – Głogoczów, która obecnie posiada nr 52.

## Dopuszczalny nacisk na oś
Na całej długości drogi dopuszczalny jest ruch pojazdów o nacisku pojedynczej osi do 11,5 tony.